# Frontera entre Armenia y Georgia
La frontera entre Armenia y Georgia es el lindero internacional de 164 kilómetros que separa el suroeste de Georgia del norte de Armenia. En las proximidades de la frontera se encuentran las ciudades de Alaverdi (Armenia) y Bolnisi (Georgia). Sus límites son dos trifinios entre ambos estados con Turquía al oeste y Azerbaiyán al este.
La creación de esta frontera data de 1991, cuando se disolvió la Unión Soviética y tanto Georgia como Armenia alcanzaron la independencia. Este límite goza de relativa estabilidad, a diferencia de otras fronteras estatales del Cáucaso.